# Gare de Foug
Gare de Foug vasútállomás Franciaországban, Foug településen.

## Vasútvonalak
Az állomást az alábbi vasútvonalak érintik:
- Párizs-Strasbourg-vasútvonal

## Kapcsolódó állomások
A vasútállomáshoz az alábbi állomások vannak a legközelebb:
- Gare de Pagny-sur-Meuse
- Gare de Toul